# Психологія здоров'я
Психологія здоров'я — міждисциплінарна галузь психологічних знань про причини захворювань; фактори, що сприяють здоров'ю та умови розвитку індивідуальності протягом усього життєвого шляху людини. Психологія здоров'я — це наука про психологічні причини здоров'я, про методи та засоби його збереження, зміцнення та розвитку здоров'я людини від зачаття до смерті. 

## Зміст та категоріальний апарат науки
Психологія здоров'я — це сукупність специфічних освітніх, наукових та професійних вкладів психології як наукової дисципліни зі зміцнення та підтримки здоров'я, попередження та лікування хвороб, визначення етіологічних і діагностичних корелятів здоров'я, хвороби та пов'язаних з нею дисфункцій, а також з аналізу та поліпшення системи охорони здоров'я, утворення стратегії (політики) здоров'я.
Насолода життям припускає наявність здоров’я. Здоров’я залежить від безлічі причин, в основі яких так чи інакше лежать соціально-психологічні закономірності. Основними, визначальними чинниками здоров’я є: 
- спосіб життя – 50 %;

- навколишнє середовище – 20 %;

- генетичні (спадкові) фактори – 20 %;

- медичні фактори – 10 %.[4]

У закордонній психології під психологією здоров'я пропонується розуміти всю сукупність базових знань з психології, які можуть використовуватися для розуміння здоров'я і хвороби.
Вчені пострадянського простору до змісту психології здоров'я відносять теорію і практику попередження різних психічних і психосоматичних захворювань; заходи щодо корекції індивідуального розвитку й пристосування до умов (вимог) соціального життя; створення умов для реалізації потенційних можливостей людини, її задоволеності життям та надання психологічної допомоги при завершенні життєвого шляху. Психологія здоров'я — міждисциплінарна галузь психологічних знань про причини захворювань; чинники, що сприяють здоров'ю та умови розвитку особистості протягом усього життєвого шляху людини.
Об'єктом психології здоров'я є, з певною часткою ймовірності «здорова», але не «хвора» особистість.

## Завдання психології здоров'я[6]
Й. Н. Гурвич, дослідивши, в основному, закордонні монографічні видання, приходить до висновку про важкість виокремлення однозначної предметної області психології здоров'я, хоча «найвідповіднішим сучасному стану психології здоров'я, є визначення її як предметної області, тобто через розкриття переліку основних тем, зі складових предмет теоретичних і емпіричних досліджень».
Тож, основні завдання, що входять у сферу інтересів психології здоров'я:
- визначення базисних понять психології здоров'я;
- дослідження та систематизація критеріїв психічного і соціального здоров'я;

- методи діагностики, оцінки та самооцінки психічного і соціального здоров'я;

- розробка простих і доступних для самостійного застосування тестів для визначення здоров'я та початкових стадій захворювань;

- фактори здорового способу життя (творення, збереження і зміцнення здоров'я);

- вивчення факторів, що впливають на ставлення до здоров'я;
- психологічні механізми здорової поведінки;
- формування внутрішньої картини здоров'я;
- корекція індивідуального розвитку;
- профілактика психічних і психосоматичних захворювань;
- дослідження станів передхвороби особистості та їх профілактику;
- розробка концепції здорової особистості;
- визначення шляхів і умов для самореалізації, самоздійснення, розкриття творчого та духовного потенціалу особистості;
- психологічні механізми стресостійкості;
- соціально-психологічні чинники здоров'я (сім'я, організація дозвілля і відпочинку, соціальна адаптація, спілкування та ін.);

- гендерні аспекти психічного і соціального здоров'я;
- розробка індивідуально-орієнтованих оздоровчих програм з урахуванням стану здоров'я, статевих, вікових та особистісних особливостей людини;
- дитяча і шкільна психологія здоров'я;
- психологічне забезпечення професійного здоров'я;
- психологія довголіття, ознаки психічного старіння та його профілактика;
- психологічну допомогу при завершенні життєвого шляху[7].

## Зв'язок з іншими науками
1. Психологічні галузі
  - експериментальна психологія
  - клінічна психологія, зокрема психосоматика
  - медична психологія
  - соціальна психологія
  - психологія розвитку
  - дитяча та вікова психологія
  - психофізіологія
  - інженерна та промислова психологія
  - психологія спорту
  - авіаційна психологія
  - дефектологія
2. Медичні науки
  - епідеміологія
  - психіатрія
  - педіатрія
  - дієтологія
  - фармакологія
3. Інші науки
  - біологія
  - соціальна робота
  - суспільне (соціальне) здоров'я
  - медична соціологія
  - медична антропологія

На думку Й. Н. Гурвича безпосередній інтерес для психології здоров'я мають різні розділи соціології: девіантна поведінка, культура, масова культура, соціальна медицина та ін.
Психологія здоров'я та психогігієна мають близькі цілі та завдання досліджень, тож частина дослідників зазначають про зв'язок цих наук, а деякі навіть не схильні розрізняти ці поняття, вважаючи їх синонімічними.